# Rhodalsine senneniana
Rhodalsine senneniana är en nejlikväxtart som först beskrevs av René Charles Maire och Mauricio, och fick sitt nu gällande namn av Werner Rodolfo Greuter och Burdet. Rhodalsine senneniana ingår i släktet Rhodalsine och familjen nejlikväxter. Inga underarter finns listade i Catalogue of Life.